# Birma-Siam-spoorweg
De Birma-Siamspoorweg, gewoonlijk Birmaspoorweg, met de bijnaam Dodenspoorlijn, is de spoorlijn tussen Nong Pladuk in Thailand en Thanbyuzayat in Myanmar (Birma), in de Tweede Wereldoorlog van 1942 tot 1944 aangelegd in door Japan beheerst gebied (Thailand had na in 1941 te zijn binnengevallen, in 1942 een militair bondgenootschap gesloten met Japan; Birma was een onderdeel van het Britse Rijk dat in 1942 werd veroverd door de Japanners om te gebruiken als springplank om India binnen te vallen; zover is het niet gekomen).
De Japanners dwongen geallieerde krijgsgevangenen en dwangarbeiders dit werk te doen. Het werk aan de spoorlijn begon op 16 september 1942 en werd 16 maanden later voltooid, ondanks berekeningen van Japanse ingenieurs dat het minimaal 5 jaar zou duren om de 415 kilometer lange en 1 meter brede spoorlijn aan te leggen. De Japanners besloten in 1942 krijgsgevangenen en burgers te gebruiken om de spoorlijn aan te leggen tussen Thanbyuzayat in het westen en Bang Pong in het oosten. Twee ploegen, een gestationeerd in Siam, de andere in Birma, werkten vanaf deze eindpunten naar elkaar toe en ontmoeten elkaar in oktober 1943 in Konkuita. Tijdens de aanleg stierven per dag gemiddeld 75 arbeiders; 15 000 krijgsgevangenen stierven aan uitputting, ziekte en ondervoeding. Er stierven ongeveer 100 000 Thaise en Indonesische romoesja's en Birmaanse en Maleisische dwangarbeiders bij de aanleg door het moeilijke gebied. Ook stierven bij de aanleg 7000 Britten, 4500 Australiërs, 130 Amerikanen en 3000 Nederlanders. Onder de westerse krijgsgevangenen waren veel KNIL-militairen en Nederlanders uit toenmalig Nederlands-Indië. De zware dwangarbeid, slechte behandeling en doodschieten van zwakke of zieke werkers zijn voorbeelden van oorlogsmisdaden die de Japanners hebben gepleegd.
Na de voltooiing van de spoorweg in december 1943 bestond het werk uit onderhoud en reparatie van schade door geallieerde bommenwerpers. De werkkampen lagen vaak naast vitale punten van de spoorweg, waardoor bombardementen ook veel slachtoffers en gewonden onder de dwangarbeiders veroorzaakten.
De doden, die aanvankelijk langs de spoorweg werden begraven, zijn later (her)begraven op drie erevelden: Chungkai en Kanchanaburi in Thailand en Thanbyuzayat in Birma. Deze werden aangelegd op initiatief van de Commonwealth War Graves Commission, de Britse zusterorganisatie van de Nederlandse Oorlogsgravenstichting.
Veel overlevenden ondervonden later geestelijke problemen. Ook hun nazaten hebben nog problemen gehad: het zogenoemde tweedegeneratiesyndroom. Een van de bekendste bewoners van een van de kampen van arbeiders die aan de spoorlijn moesten werken was de Nederlandse cabaretier Wim Kan. Hij was er hulpje van de kamparts en hoefde dus zelf niet aan de spoorlijn te werken.
De eerste trein die over de spoorlijn reed, was een bordeeltrein voor Japanse officieren.
In het westen is de spoorlijn voornamelijk bekend van de film The Bridge on the River Kwai. Er zijn twee bruggen gebouwd, een houten hulpbrug en de eigenlijke brug van staal. In 1945 werden ze vanuit vliegtuigen gebombardeerd. Alleen de stalen brug is herbouwd. De rivier heette ten tijde van de bouw van de brug Mae Klong, maar werd in de jaren zestig hernoemd in Khwae Yai toen de brug door de film internationaal bekend was geraakt.

## Huidige status
Richting Myanmar loopt de spoorweg niet meer verder dan Nam Tok Sai Yok Noi, even voorbij Nam Tok. Hij is een deel van de State Railway of Thailand Southern Line. Tot Nam Tok rijden er drie personentreinen per dag. Tussendoor kunnen mensen over de stalen versie van de bekende brug bij de stad Kanchanaburi lopen, om te gebruiken of te bekijken. De spoorlijn volgt vanaf hier naar Nam Tok voor een groot gedeelte de loop van de rivier de Khwae Noi (tot de jaren zestig Khwae geheten).

## Afbeeldingengalerij

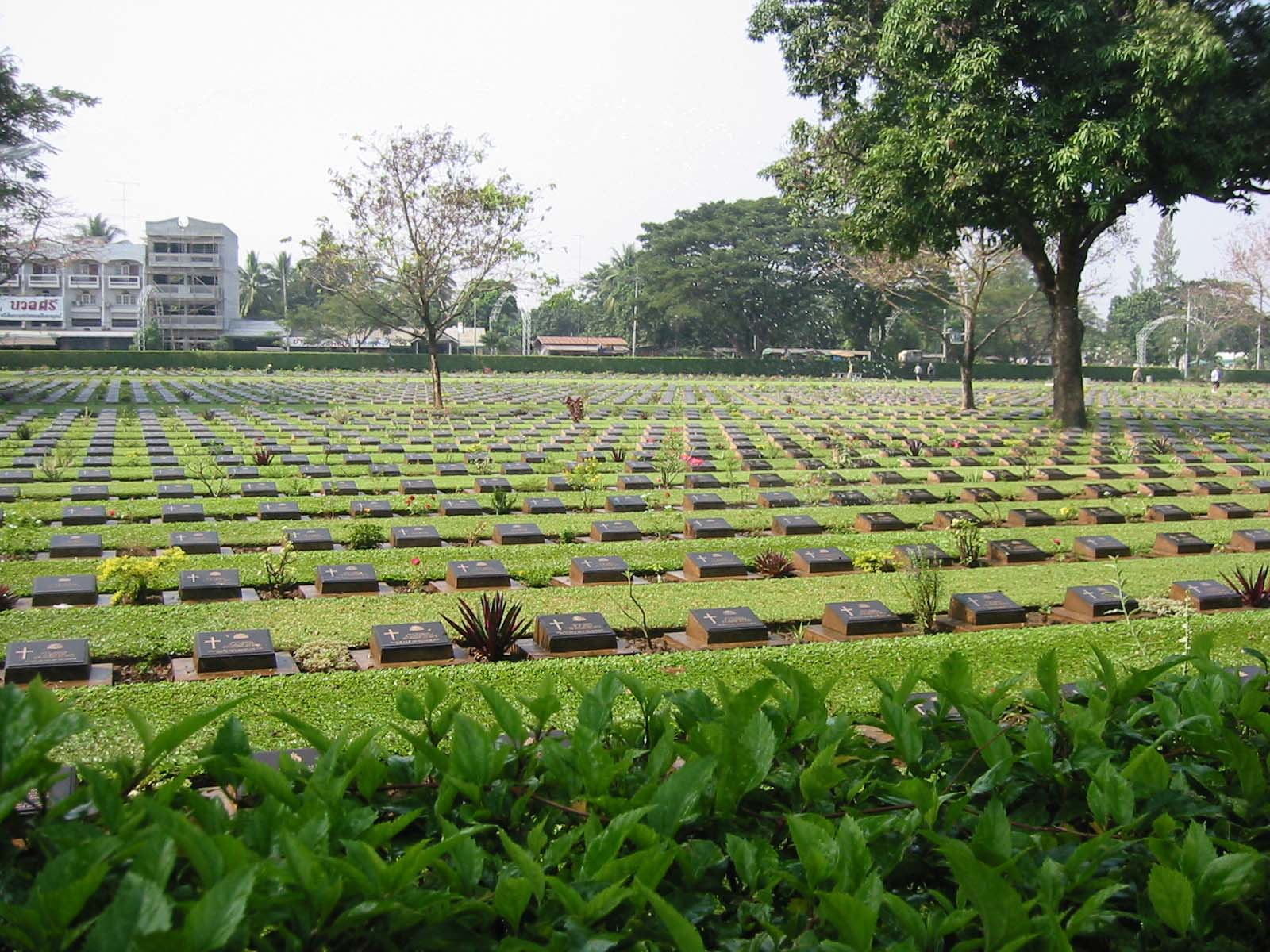
Begraafplaats voor gestorven dwangarbeiders
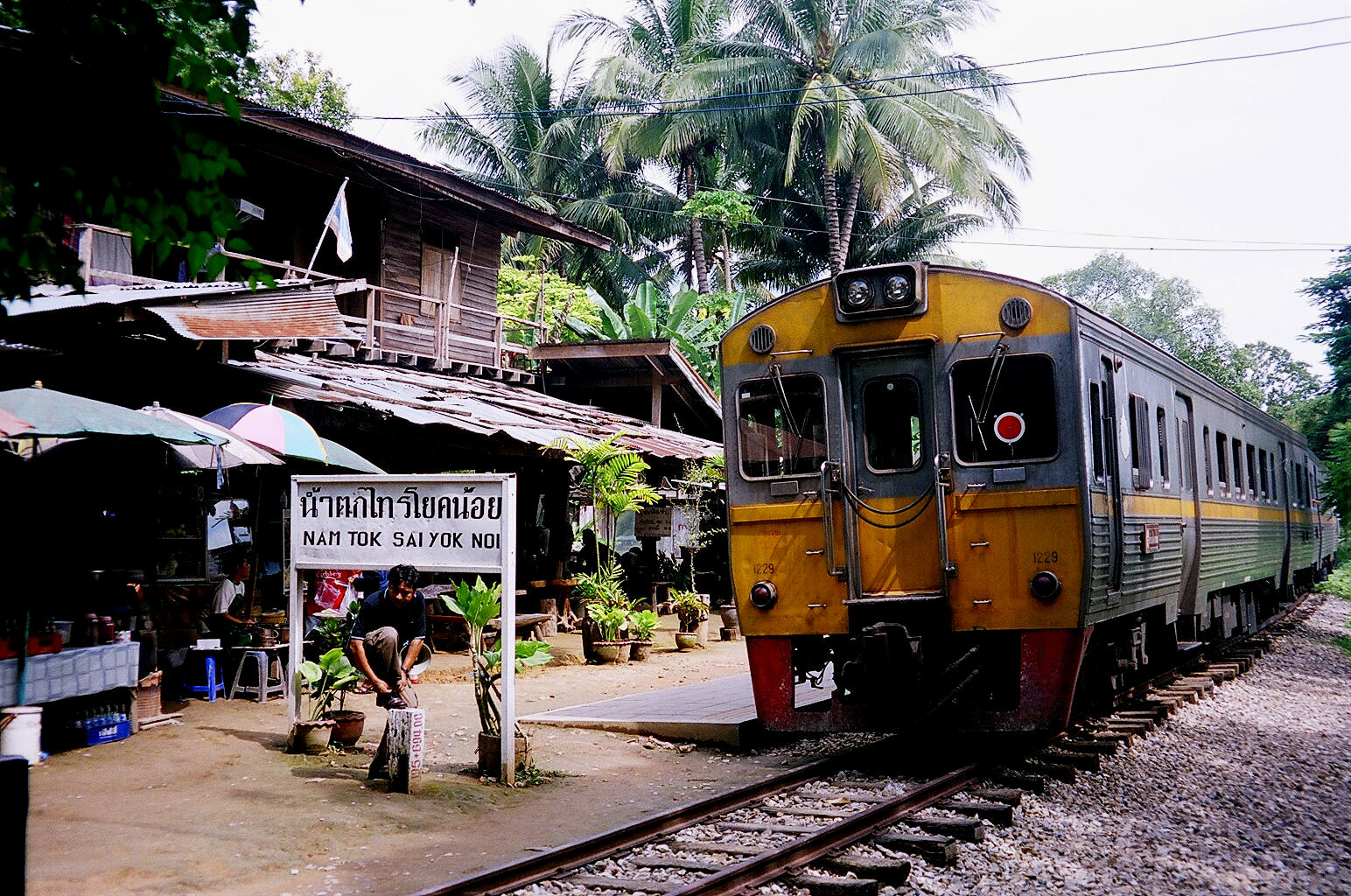
Nam Tok Sai Yok Noi, het huidige eindpunt van de spoorlijn